# Дивізійська сільська рада
Диві́зійська сільська́ ра́да —  орган місцевого самоврядування Дивізійської територіальної громади в Білгород-Дністровському районі Одеської області. Адміністративний центр — село Дивізія.

## Загальні відомості
- Територія ради: 207,36 км²
- Населення ради: 2 231 особа (станом на 2001 рік)
- Територією ради протікає річка Хаджидер

## Населені пункти
Сільській раді підпорядковані населені пункти:
- с. Дивізія
- с. Лиман

## Населення
Згідно з переписом УРСР 1989 року чисельність наявного населення сільської ради становила 2778 осіб, з яких 1262 чоловіки та 1516 жінок.
За переписом населення України 2001 року в сільській раді мешкали 2233 особи.

### Мова
Розподіл населення за рідною мовою за даними перепису 2001 року:
| Мова       | Відсоток |
| ---------- | -------- |
| українська | 92,96 %  |
| російська  | 4,71 %   |
| молдовська | 0,94 %   |
| болгарська | 0,72 %   |
| вірменська | 0,27 %   |
| гагаузька  | 0,27 %   |
| білоруська | 0,04 %   |

## Історія

#### на 01.09.1946
— СРСР \ УРСР \ Ізмаїльська область \ Тузлівський район \ Дивізійська сільська рада \
- с. Дивізія (309)
- с. Лиман (310)

#### на 01.01.1979
— СРСР \ УРСР \ Одеська область \ Татарбунарський район \ Дивізійська сільська рада \
- с. Дивізія (1060)
- с. Лиман (1061)

## Склад ради
Рада складається з 16 депутатів та голови.
- Голова ради: Мангул Роман Якович
- Секретар ради: Пономаренко Надія Валеріївна

### Керівний склад попередніх скликань
| Прізвище, ім'я, по батькові | Основні відомості                                                         | Дата обрання | Дата звільнення |
| --------------------------- | ------------------------------------------------------------------------- | ------------ | --------------- |
| Тарабанчук Юлія Семенівна   | Сільський голова                                                          | 26.06.1994   | 02.01.2001      |
| Мангул Роман Якович         | Сільський голова, 1966 року народження, освіта вища                       | 26.03.2006   | 31.10.2010      |
| Мангул Роман Якович         | Сільський голова, 1966 року народження, освіта вища, член Партії регіонів | 31.10.2010   | 25.10.2015      |
| Мангул Роман Якович         | Сільський голова, 1966 року народження, освіта вища, безпартійний         | 25.10.2015   |                 |

Примітка: таблиця складена за даними сайту Верховної Ради України

### Депутати
За результатами місцевих виборів 2010 року депутатами ради стали:

#### За суб'єктами висування
| Суб'єкт висування            | Кількість обраних депутатів | %    |
| ---------------------------- | --------------------------- | ---- |
| Народна партія               | 8                           | 50   |
| Партія регіонів              | 4                           | 25   |
| Самовисування                | 2                           | 12,5 |
| Аграрна партія України       | 1                           | 6,3  |
| Соціалістична партія України | 1                           | 6,3  |

#### За округами
| № округу                     | Прізвище, ім'я, по батькові    | Дата визнання обраним | Освіта             | Партійна приналежність | Відомості про обраного депутата                                                            |
| ---------------------------- | ------------------------------ | --------------------- | ------------------ | ---------------------- | ------------------------------------------------------------------------------------------ |
| Аграрна партія України       |                                |                       |                    |                        |                                                                                            |
| 5                            | Бойко Сергій Ілліч             | 02.11.2010            | середня спеціальна | позапартійний          | фермерське господарство «Анаста», голова                                                   |
| Народна Партія               |                                |                       |                    |                        |                                                                                            |
| 3                            | Філіпов Сергій Кирилович       | 02.11.2010            | середня            | член Народної партії   | СВАТ «Україна», водій                                                                      |
| 7                            | Пономаренко Микола Павлович    | 02.11.2010            | середня            | член Народної партії   | тимчасово не працює                                                                        |
| 8                            | Турутя Віктор Васильович       | 02.11.2010            | середня спеціальна | член Народної партії   | тимчасово не працює                                                                        |
| 9                            | Іванченко Лариса Володимирівна | 02.11.2010            | вища               | член Народної партії   | Дивізійський будинок культури, художній керівник                                           |
| 12                           | Сігляк Наталя Василівна        | 02.11.2010            | середня            | позапартійна           | тимчасово не працює                                                                        |
| 13                           | Олеськів Богдан Володимирович  | 02.11.2010            | середня спеціальна | член Народної партії   | СВАТ «Україна», завідувач току                                                             |
| 15                           | Юрченко Ольга Георгіївна       | 02.11.2010            | вища               | член Народної партії   | СВАТ «Україна», нормувальник                                                               |
| 16                           | Гарматіна Тамара Іванівна      | 02.11.2010            | вища               | позапартійна           | Жовтоярська сільська лікарська амбулаторія, лікар                                          |
| Партія регіонів              |                                |                       |                    |                        |                                                                                            |
| 2                            | Пономаренко Надія Валеріївна   | 02.11.2010            | вища               | позапартійна           | Дивізійська сільська рада, секретар                                                        |
| 6                            | Чебан Раїса Іллівна            | 02.11.2010            | середня спеціальна | член Партії регіонів   | Дивізійський будинок культури, техпрацівник                                                |
| 11                           | Гарматін Олександр Євгенійович | 02.11.2010            | вища               | член Партії регіонів   | Татарбунарське міжрегіональне управління водного господарства, русловий ремонтувальник     |
| 14                           | Матвієнко Іван Власович        | 02.11.2010            | вища               | член Партії регіонів   | Татарбунарське міжрегіональне управління водного господарства, машиніст насосних установок |
| Соціалістична партія України |                                |                       |                    |                        |                                                                                            |
| 4                            | Бойко Алла Іванівна            | 02.11.2010            | вища               | позапартійна           | Дивізійський будинок культури, бібліотекар                                                 |
| Самовисування                |                                |                       |                    |                        |                                                                                            |
| 1                            | Бабич Наталя Іллівна           | 02.11.2010            | вища               | позапартійна           | Дивізійська загальноосвітня школа, вчитель                                                 |
| 10                           | Колєснік Борис Павлович        | 02.11.2010            | середня спеціальна | позапартійний          | приватний підприємець                                                                      |